# Neobisium slovacum
Neobisium slovacum är en spindeldjursart som beskrevs av Gulicka 1977. Neobisium slovacum ingår i släktet Neobisium och familjen helplåtklokrypare. Inga underarter finns listade i Catalogue of Life.